# نجم نيوتروني هادئ راديويا

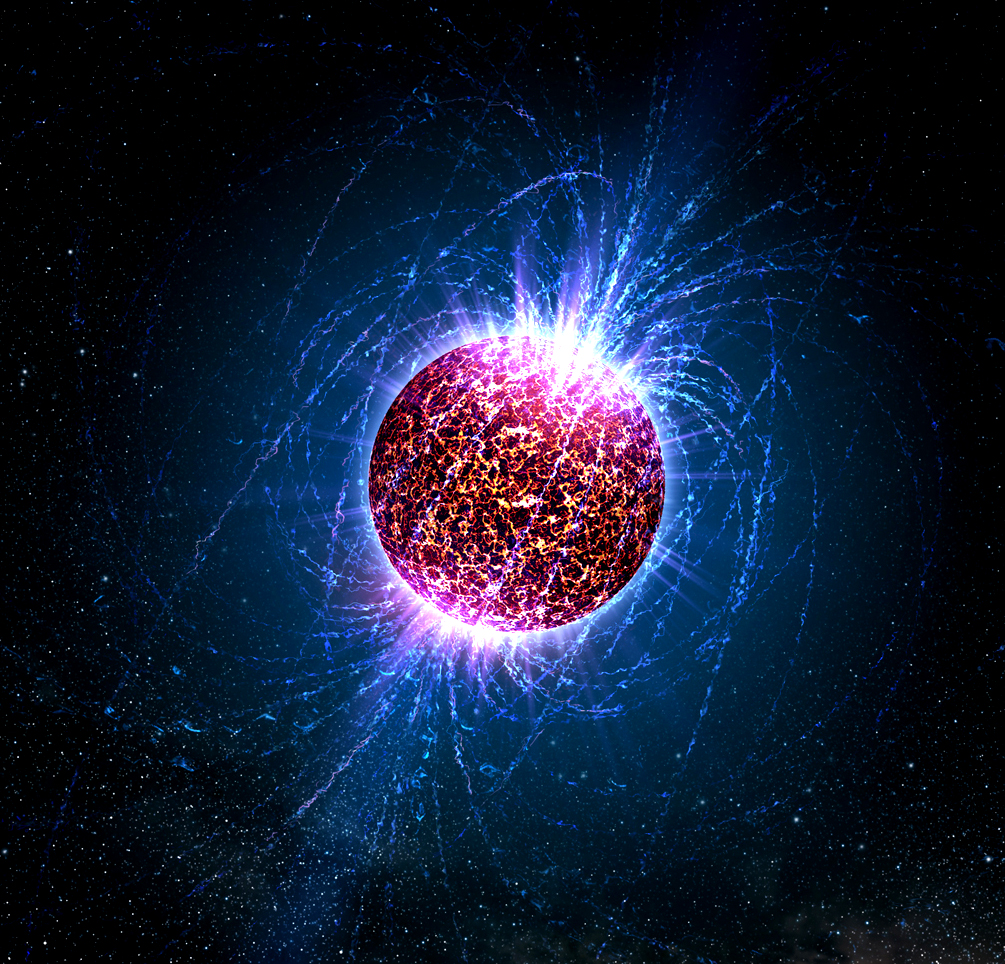
توضيح فني "لنجم نيوتروني معزول" - دون بقايا مستعر مقترنة، أو رفيق ثنائي أو نبضات راديوية.

النجم النيوتروني الهادئ راديويًا هو نجم نيوتروني الذي يبدو أنه لا يبعث انبعاثات راديوية. ولكنه مرئي من الأرض عن طريق الإشعاع الكهرومغناطيسي في أجزاء أخرى من الطيف، لا سيما الأشعة السينية وأشعة غاما. ولقد جمع علماء الفلك أدلة حول النجوم النيوترونية الدوارة المرئية كمصادر للأشعة السينية وليست نباضة راديوية 
النجوم النيوترونية الهادئة راديويًا قد تكون ببساطة نبضات لا نبض في اتجاهنا. عندما تدور هذة النجوم النابضة، يبدو ان انبعاثات الإشعاع تصدر من أقطابها المغناطيسية. وقد تكون النجوم النيوترونية الهادئة راديويًا نجوما نيوترونية لا تشير أقطابها المغناطيسية نحو الأرض أثناء دورانها.
ويعتقد أن مجموعة النيوترونات الهادئة راديويًا، النجوم المعروفة بشكل غير رسمي باسم العجائب السبعة تنبعث منها في الدرجة الأولي إشعاعات حرارية.